# Rosa sect. Gallicanae
Gallicanae
Section
Rosa section Gallicanae est l'une des onze sections du sous-genre Eurosa.

## Origine et distribution
Les rosiers de la section Gallicanae  sont originaires d'Europe et d'Asie :
- les roses galliques : Rosa gallica ou rose de France, Rosa gallica 'Officinalis' ou « rose de Provins » ou « rose rouge de Lancastre », 'Conditorum' ou « rose de Hongrie », et Rosa gallica 'Versicolor' ou rosa Mondi. En 1811, l'impératrice Joséphine cultive 167 espèces de roses galliques.
- Rosa centifolia ou « rose à cent feuilles »
- rosiers mousseux qui sont des mutations stériles de Rosa centifolia (ou de rosiers de Damas)
- rosiers de Damas, hybrides naturels apparus en Asie Mineure, de Rosa gallica × Rosa phœnicia ,
- rosiers de Portland, (Rosa damascena × Rosa chinensis découvert par la duchesse de Portland)

## Principales espèces
- Rosa ×alba L. (peut-être Rosa canina × Rosa gallica), le rosier blanc ou rosier d'York,
- Rosa ×centifolia Mill., le rosier cent-feuilles (hybride complexe supposé de Rosa rubra, Rosa phoenicia, Rosa moschata, Rosa canina),
  - Rosa ×centifolia f. muscosa (Mill.) Ser., le rosier mousseux,
- Rosa ×damascena L. (Rosa moschata × Rosa gallica) × Rosa fedtschenkoana), le rosier de Damas,
- Rosa gallica L., le rosier de France ou rosier de Provins,
- Rosa ×francofurtana
- Rosa ×waitziana nothovar. macrantha (=Rosa ×macrantha N.H.F.Desp.).